# Проспект Ленина (Челябинск)
Проспе́кт Ле́нина (с 1920 по 1960 улица Спартака) — главная улица Челябинска.

## Происхождение и исторические названия улицы
Проспект Ленина ранее представлял собой отдельные улицы: Южный бульвар — восточнее нынешней площади Революции и Болгарскую улицу (Сербскую) — западнее площади, которые вместе с переименованием в 1920 году были объёдинены в улицу Спартака. Переименование в 1960 году улицы Спартака в проспект Ленина, с одной стороны, приблизило город к стандартам советских городов-миллиоников (миллионник с 1976 года), где именно так почти всегда называется главная улица, однако определённо убавило городу топонимической индивидуальности. Одновременно с переименованием улицы Спартака, бывшая улица Ленина (от р. Миасса до ул. Спартака) была присоединена к улице Свободы. Ныне улица Ленина в городе расположена в Центральном районе, на территории посёлка Шершни.

## Расположение
Протяжённость — 7,9 км (от ул. Линейной и проходной ЧТЗ до ул. Лесопарковой), ширина 60—95 м. Проспект проходит с востока на запад по территории Тракторозаводского, Советского и Центрального районов города. Дома на проспекте Ленина пронумерованы по московской системе (с востока на запад, чётные номера по северной стороне, нечётные — по южной). Бо́льшая часть застройки проспекта относится к XX веку.

## Достопримечательности
На проспекте Ленина расположены (с востока на запад):
- Челябинский тракторный завод
- Храм Святителя Василия Великого
- Дворец культуры ЧТЗ
- Кинотеатр «Кировец»
- Театр ЧТЗ
- Детский парк им. Терешковой
- Гимназия № 48 имени Николая Островского
- Комсомольская площадь с одноимённой строящейся станцией метро
- Кинотеатр «Спартак»
- Челябгипромез
- Площадь Революции с одноимённой строящейся станцией метро
- Жилой дом облисполкома
- Челябинский государственный драматический «Молодёжный театр»
- Законодательное собрание Челябинской области
- Челябинский научно-исследовательский институт лёгкой промышленности
- Челябинская областная универсальная научная библиотека
- Алое поле
- Южно-Уральский государственный гуманитарно-педагогический университет
- Южно-Уральский государственный аграрный университет
- Институт Челябинскгражданпроект
- Челябинский научно-исследовательский институт открытых горных разработок
- Южно-Уральский государственный университет
- Площадь Науки с памятником В. И. Курчатову «Расщеплённый атом»

## Транспорт
Проспект Ленина — одна из важнейших транспортных артерий Челябинска. Ширина проезжей части проспекта колеблется от 2 до 5 полос в каждом направлении. По проспекту Ленина проходят маршруты всех видов общественного транспорта: автобусов, троллейбусов (по всей длине проспекта), трамваев (от ЧТЗ до Комсомольской площади). По проспекту Ленина в 1942 прошёл первый челябинский троллейбус. На проспекте будут находиться станции строящейся первой линии метро: Тракторозаводская, Комсомольская площадь, Площадь Революции.

## Галерея

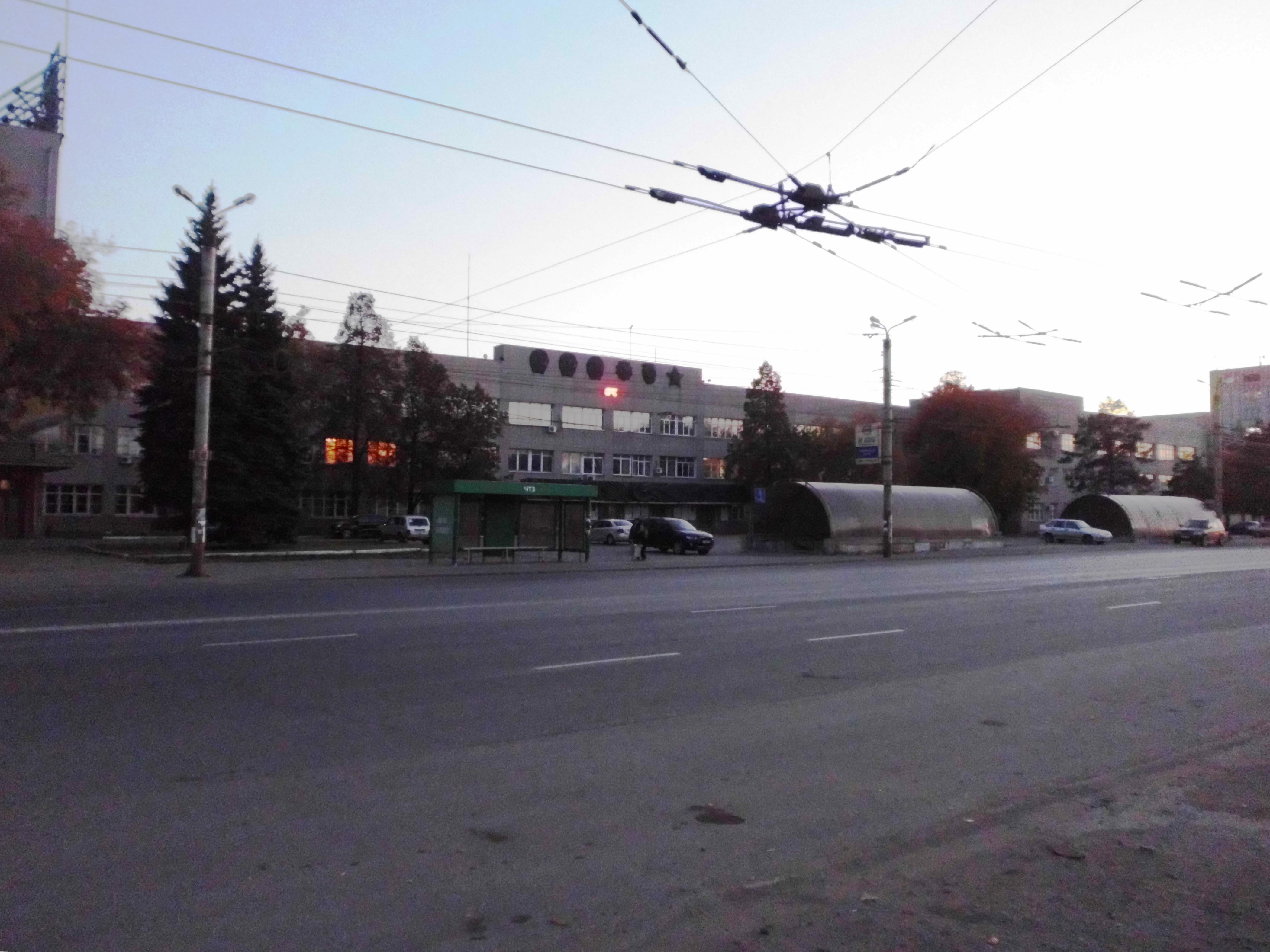
Проспект Ленина возле здания заводоуправления ЧТЗ (пр. Ленина, 3)
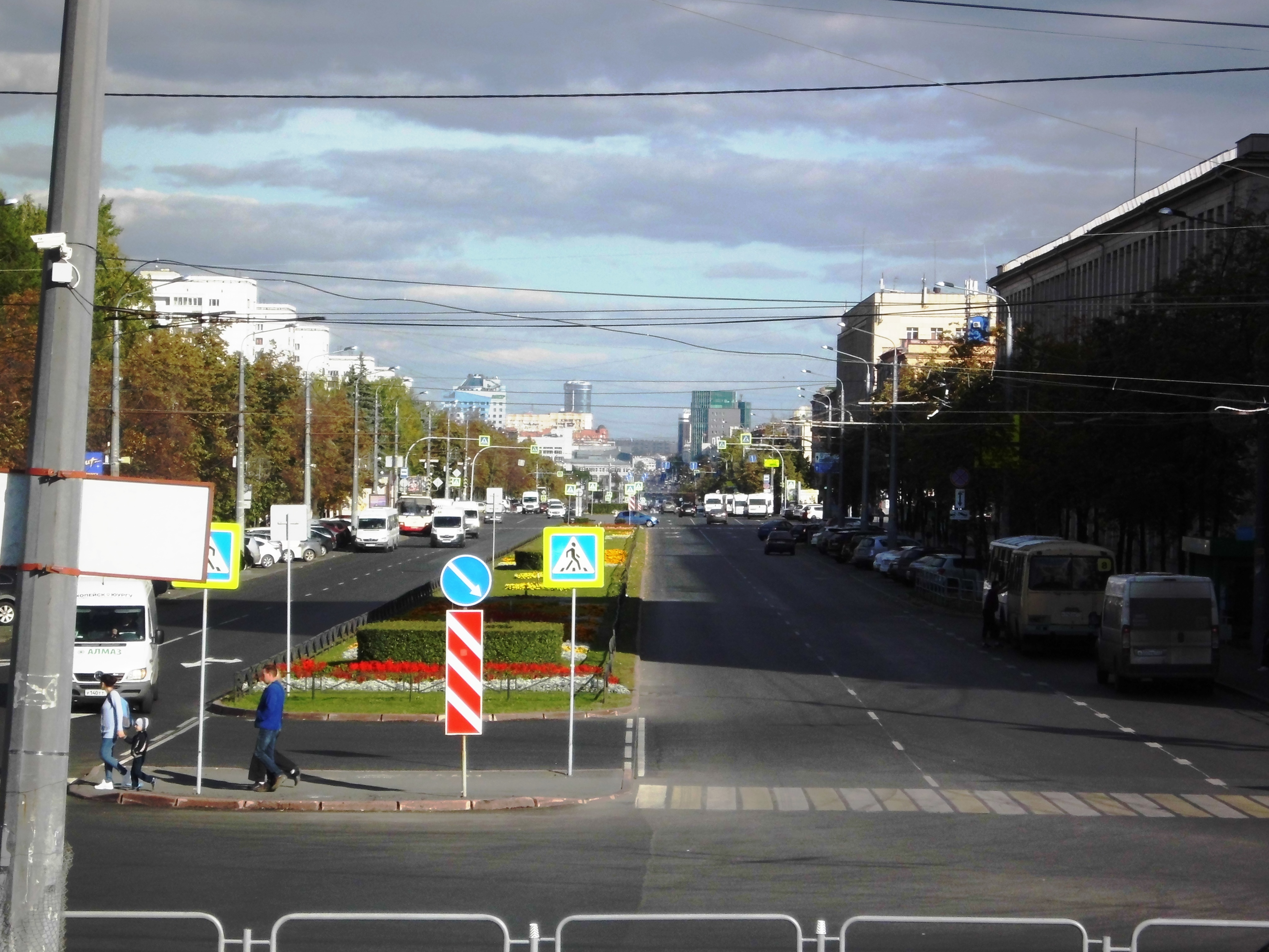
Окончание проспекта Ленина, учебные корпуса ЮУрГУ (пр. Ленина, 85, 87)